# Русиновская ГЭС
Русиновская гидроэлектростанция — проект ГЭС на реке Селемдже, крупнейшем притоке Зеи, в Амурской области. Предполагаемая мощность — 470 МВт, годовая выработка —  1,54 млрд. кВт*ч. Верхняя ступень Селемджиновского каскада (нижняя — Селемджинская ГЭС).
Помимо выработки электроэнергии, важная функция ГЭС — защита от паводков. Река Селемджа очень паводкоопасна, потому что она не зарегулирована (впадает в Зею ниже Зейского водохранилища). Обладая ёмким водохранилищем (4,46 км³) Русиновская ГЭС существенно облегчила бы паводковую ситуацию на Зее.